# Darth Vader

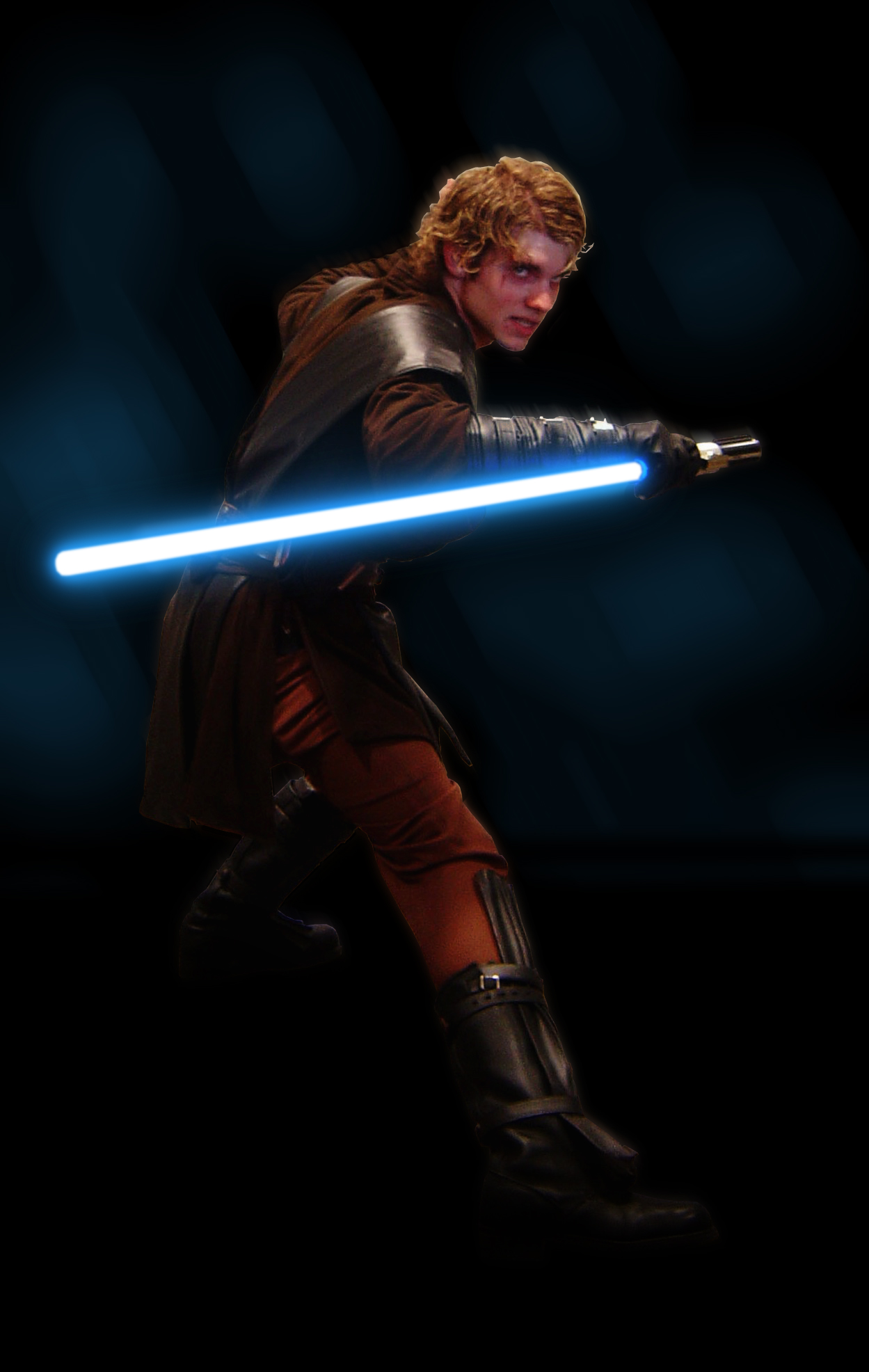
Anakin Skywalker

Darth Vader, znany wcześniej jako Anakin Skywalker (41 BBY – 4 ABY) – postać fikcyjna, jedna z głównych postaci sagi filmowej Gwiezdne wojny. Ojciec Luke’a Skywalkera oraz Lei Organy.
Początkowo rycerz Jedi, pod wpływem Dartha Sidiousa przeszedł na ciemną stronę Mocy i przyjął tytuł „Darth Vader”. Doprowadził do zniszczenia zakonu Jedi i wspomógł przekształcanie Republiki w Imperium Galaktyczne. Pod koniec życia powrócił na jasną stronę mocy i zepchnął swego mistrza do reaktora Gwiazdy Śmierci ratując swego syna i tym samym przywrócił równowagę mocy, zgodnie z przepowiednią o wybrańcu mocy.
Postać ta stanowi główny trzon Gwiezdnych wojen. W częściach IV–VI (tzw. „oryginalna trylogia”) widzowie poznają jego historię, gdy działał jako prawa ręka Imperatora, aż do ostatecznego nawrócenia na jasną stronę Mocy (tytułowy Powrót Jedi). W częściach I–III zaprezentowana jest jego wcześniejsza historia, gdy dorasta i szkoli się na rycerza Jedi, a następnie zostaje podstępnie przeciągnięty na stronę zła przez samego Imperatora (tak dokonuje się tytułowa Zemsta Sithów).

## Historia

### Dzieciństwo
Urodzony w roku 41 BBY jako Anakin Skywalker, syn Shmi Skywalker. Ze względu na brak informacji o ojcu (Shmi Skywalker twierdziła, że „nie było żadnego ojca”) przyjmuje się, że został poczęty przez Moc (midichloriany). Wychowywała go tylko matka. Oboje byli niewolnikami u handlarza Watto na planecie Tatooine do czasu, kiedy Anakin skończył 9 lat. Anakin był wybitnie uzdolniony technicznie, co dał po sobie poznać już w dzieciństwie, kiedy m.in. zbudował droida protokolarnego C-3PO. Chłopiec ciężko pracował i mimo swego trudnego losu niewolnika był miły, wesoły i chętny do zabawy. Młody Anakin był dojrzalszy niż inne dzieci w jego wieku, rozumiał więcej, oraz miał specjalne zdolności – niebywały instynkt i umiejętność przewidywania rzeczy i zdarzeń przed ich nastąpieniem.
W roku 32 BBY na Tatooine przypadkowo trafiła ówczesna królowa Naboo, Padmé Amidala, w asyście dwóch rycerzy Jedi: Qui-Gon Jinna i jego ucznia, Obi-Wana Kenobiego. Statek królowej był uszkodzony, w związku z czym Jedi musieli szukać do niego części. Przy okazji poznali małego Anakina, który widząc, iż przybysze nie mają jak wrócić do domu, zaproponował niezwykle ryzykowny plan – chciał wziąć udział w wyścigu ścigaczy, najniebezpieczniejszym sporcie w galaktyce. Chłopiec był jedyną istotą ludzką potrafiącą ścigać się w tych maszynach. Starszy Rycerz Jedi zauważył talenty Skywalkera i chciał zabrać go ze sobą. Qui-Gon założył się z Watto, że w zamian za wygraną uwolni on Anakina. Na nim zależało mu szczególnie, gdyż, badając próbkę jego krwi, odkrył, że ma on wyjątkowo duże stężenie midichlorianów w organizmie – większe nawet, niż Mistrz Yoda. Anakin po wielu wysiłkach po raz pierwszy i ostatni wygrał wyścig i został zabrany na Coruscant, gdzie Qui-Gon zamierzał przedstawić go Radzie Jedi i rozpocząć jego szkolenie, wierząc, że Anakin jest „wybrańcem”, który, wedle starożytnego proroctwa, ma przywrócić równowagę Mocy.
Rada początkowo nie była przychylna temu pomysłowi, argumentując, że Anakin jest już za duży na rozpoczęcie szkolenia, poza tym, jak powiedział Mistrz Yoda, jest w nim dużo strachu, który może prowadzić do przejścia na Ciemną stronę Mocy. Kiedy jednak Qui-Gon zginął na Naboo z rąk Dartha Maula, a umierając prosił Obi-Wana o wyszkolenie Anakina, ostatecznie Rada wyraziła na to zgodę i Anakin został padawanem tego Jedi. Pierwszy raz spotkał się też wtedy z nowo wybranym Najwyższym Kanclerzem Republiki, Palpatine’em, który zapowiedział, że będzie uważnie przyglądał się postępom młodego Jedi.
Wydarzenia powyższe przedstawione zostały w filmie Mroczne widmo.

### Padawan
Anakin był zdolny, ale jego charakter przeszkadzał mu w podążaniu wzorcową ścieżką Jedi. Młodzieniec był zbyt porywczy i nie umiał wyzbyć się takich uczuć jak złość czy nienawiść, a te są dla Jedi prostą ścieżką do przejścia na Ciemną stronę Mocy. Przez 10 lat Anakin kontynuował więc szkolenie pod okiem Obi-Wana, a równocześnie coraz większy wpływ na niego zdobywał Palpatine. Przyszły Imperator powoli wkradał się w łaski młodego Skywalkera, odwołując się do jego próżności, jak również do pragnienia posiadania siły, którą mógłby wykorzystać dla naprawienia zła panującego w galaktyce.
Po dziesięciu latach w miarę spokojnej nauki Anakin wraz z Obi-Wanem dostał misję ochrony Padmé Amidali, wówczas senator planety Naboo. Anakin, który nigdy nie przestał myśleć o dziewczynie, którą poznał mając 9 lat, zakochał się od pierwszego wejrzenia w kobiecie, którą zobaczył. Zgodnie z ówczesnymi zasadami Zakonu, Jedi nie było wolno brać ślubu czy w ogóle wchodzić w bliższe związki, ale uczucie okazało się silniejsze od zasad – wkrótce Anakin wziął z Padmé potajemny ślub.
W tym też czasie w niewoli Ludzi Pustyni na Tatooine w wyniku tortur zmarła matka młodego Skywalkera. Anakin ujrzał wcześniej to wydarzenie w wizji podczas snu, jednak nie był w stanie temu zapobiec. Opanowany gniewem i żądzą zemsty wymordował w zemście całą wioskę prześladowców swojej matki, w tym także kobiety i dzieci. Tak zaczęła się jego podróż ku Ciemnej stronie.
Powyższe wydarzenia zostały przedstawione w filmie Gwiezdne wojny: część II – Atak klonów.

### Rycerz Jedi

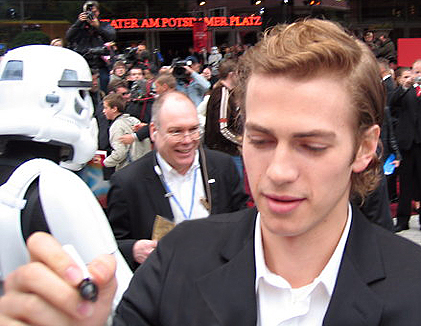
Hayden Christensen odtwórca roli Anakina w II i III części

Wybuchły wojny klonów. Anakin mianowany został Rycerzem Jedi i zaczął zdobywać coraz więcej sławy. Wraz z Obi-Wanem oraz samodzielnie stoczył wiele potyczek z wrogami Republiki, w tym z łowcą nagród Durgem oraz z Asajj Ventress (kilkakrotnie). Szczególnie w pojedynkach z tym Mrocznym Jedi coraz bardziej zaczęły przejawiać się tendencje Anakina do ulegania Ciemnej stronie, które podsycane były przez jego „przyjaciela” Palpatine’a, umacniającego w Anakinie przekonanie o jego wyjątkowości i podważającego zaufanie do Rady Jedi (Anakin został wybrany członkiem Rady, ale bez tytułu mistrza, co wywołało jego spontaniczne oburzenie, a potem poczucie bycia niedocenianym przez Mistrzów).
W tym czasie Padmé zaszła w ciążę, a Anakin we śnie doświadczył wizji, w której jego żona umierała w połogu, a on nie był w stanie jej pomóc – tak, jak swego czasu nie potrafił pomóc swojej matce. Palpatine, dzięki tajnikom ciemnej strony Mocy wyczytał z myśli młodego Jedi jego obawę o Padmé oraz powoli zaczął zwodzić Skywalkera, sugerując mu, że dzięki potędze Ciemnej Strony można uniknąć śmierci. W stosownym momencie Palpatine ujawnił się Anakinowi jako Darth Sidious – Mroczny Lord Sithów – i zaproponował, że przyjmie go na swojego ucznia. Z początku Anakin Skywalker nie chciał się na to zgodzić i był zdecydowany oddać Sitha w ręce Jedi, lecz wizja śmierci Padmé zmusiła go do przystania na warunki Palpatine’a i otrzymał od Sidiousa tytuł i imię Dartha Vadera. Chwilę wcześniej Anakin po raz pierwszy przyczynił się do śmierci rycerza Jedi – mistrza Windu, odcinając mu rękę, gdy ten usiłował zabić Palpatine’a.
Powyższe wydarzenia ukazano w serialu animowanym Gwiezdne wojny: Wojny klonów oraz w filmie Gwiezdne wojny: część III – Zemsta Sithów.

### Darth Vader
Traumatyczne dzieciństwo i młodość, strach, ale i uczucia altruistyczne zdeformowane przez pychę zaprowadziły Anakina na stronę zła. Pochłonięty przez Ciemną stronę, Darth Vader rozpoczął wypełnianie rozkazów Palpatine’a od rzezi w Świątyni Jedi. Następnie usunął przywódców separatystów, a ostatecznie, targany negatywnymi emocjami, oskarżył o zdradę swoją żonę i, w niezamierzony sposób, doprowadził do jej śmierci. Na planecie Mustafar starł się też ze swoim mistrzem i przyjacielem – Obi-Wanem. Mistrz Jedi wygrał pojedynek z Sithem wykorzystując brak wyobraźni tego ostatniego, nie zabił go jednak – pozbawiony nóg i ręki oraz niemal śmiertelnie poparzony Vader został ocalony przez Palpatine’a. Od tego czasu musiał jednak poruszać się w charakterystycznym czarnym pancerzu i masce, które wyposażone były w systemy podtrzymujące go przy życiu.
Vader przekonany był, że Padmé zginęła z jego winy przed narodzinami ich dziecka – nie wiedział więc, że narodziła się i ocalała dwójka jego dzieci – Luke oraz Leia.
Przez następne lata Darth Vader zgodnie z planem Palpatine’a tępił nielicznych pozostałych przy życiu Jedi oraz innych przeciwników Imperialnego Nowego Ładu.

### Spotkanie z synem
W roku 3 ABY na Bespinie Darth Vader spotkał się twarzą w twarz ze swoim synem, próbując przeciągnąć go na Ciemną stronę. Starał się go skusić wizją obalenia Palpatine’a i wspólnego panowania nad Galaktyką, jednak młody Skywalker nie dał się przekonać ojcu. Szczęśliwie Luke uniknął śmierci. Pod wpływem kontaktu z synem w Vaderze zaczęły postępować zmiany, które ostatecznie doprowadziły do jego powrotu na stronę Dobra.

### Nawrócenie
Ostateczna walka między Imperatorem, Vaderem i Lukiem, a także między Imperium Galaktycznym a Sojuszem Rebeliantów miała miejsce podczas Bitwy pod Endorem. Luke Skywalker dobrowolnie oddał się w ręce Vadera, próbując nawrócić go na Jasną stronę Mocy, ten jednak starał się być niewzruszony i doprowadził go, zgodnie z rozkazem, przed oblicze Palpatine’a. Tutaj Imperator próbował przeciągnąć Luke’a na Ciemną stronę, by zastąpić nim Vadera w roli swojego ucznia, dzięki czemu usunąłby pożytecznego, ale ciągle potencjalnie niebezpiecznego „wybrańca”, w zamian zyskując nowego, w pełni zdrowego ucznia. Luke pokonał swojego ojca, jednak w ostatniej chwili go nie zabił, mimo że Palpatine bardzo tego chciał. Vader ujrzał prawdziwe oblicze swego mistrza – Imperator gotów był go poświęcić, by pozyskać nowego ucznia – tak jak to wcześniej uczynił z hrabią Dooku.
Widząc, że próba pociągania Luke’a na Ciemną stronę Mocy nie udała się, Palpatine postanowił  go zabić przy użyciu Błyskawic Mocy. Widok cierpiącego i umierającego syna uwolnił Vadera spod wpływu Ciemnej strony Mocy – poświęcając swoje życie, zrzucił on Imperatora do szybu chłodzącego Gwiazdy Śmierci. Spadający Palpatine „wystrzelił” w górę Błyskawice Mocy, które przechodząc po metalowej poręczy poraziły Vadera, powodując awarie systemów podtrzymujących go przy życiu. Nawrócony Vader przed śmiercią poprosił Luke’a o zdjęcie mu maski, chcąc zobaczyć syna choć raz „własnymi oczami”.
W ostatniej scenie Powrotu Jedi Luke przyglądał się duchom Anakina Skywalkera, Obi-Wana Kenobiego oraz Yody – wymownemu znakowi tego, że Anakin Skywalker ostatecznie „zjednoczył się z Mocą”.

## Geneza tytułu Darth i imienia Vader
Podczas pojedynku z Obi-Wanem na Gwieździe Śmierci (Część IV Nowa Nadzieja), ten zwraca się do niego po prostu Darth. Wskazywać by to mogło, że w pierwotnych zamierzeniach George’a Lucasa i we wczesnych wersjach scenariusza Gwiezdnych wojen postać ta miała się właśnie tak nazywać.
Imię Vader jest przeinaczonym słowem father (ang. ojciec) w sposób jawnie budzący skojarzenia z invader (ang. najeźdźca), a więc samo przez się jest złowrogie. W wersjach francuskiej i włoskiej Gwiezdnych wojen imię to zostało zmienione (fr: Dark Vador, wł: Dart Fener). Sam tytuł Darth najprawdopodobniej stanowi skrótowy zlepek (kontaminację) od Dark Lord of Sith.

## Oddziaływanie na kulturę masową
Wraz z wyglądem (postać w czarnym płaszczu i w czarnej zbroi z czarnym hełmem) i sposobem oddychania stał się unikalną ikoną kultury masowej rozpoznawalną nie tylko pośród szerokiego kręgu fanów Gwiezdnych wojen. W Polsce wpływ ten był widoczny m.in. w początku 2016, kiedy to pomnik Jakuba Wejhera w Wejherowie został w naturalny sposób zasypany śniegiem tak, że rzeźbę powszechnie odbierano jako wizerunek Vadera. Bardzo charakterystyczny Marsz Imperialny (oryg. Imperial March) autorstwa Johna Williamsa (jeden z głównych motywów muzycznych w Gwiezdnych Wojnach) jest kojarzony a wręcz identyfikowany z Lordem Vaderem.

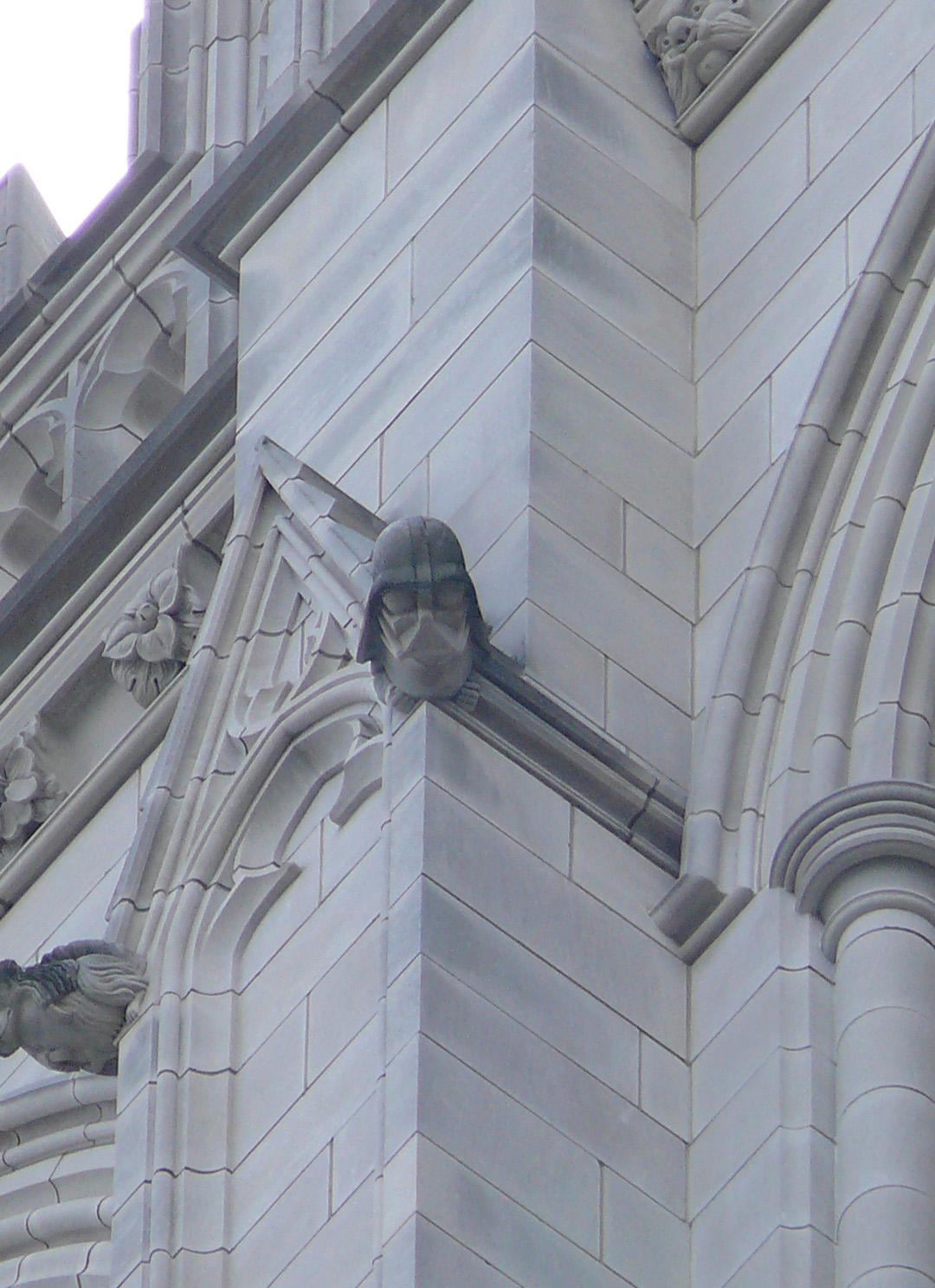
Głowa Dartha Vadera, Katedra Narodowa w Waszyngtonie
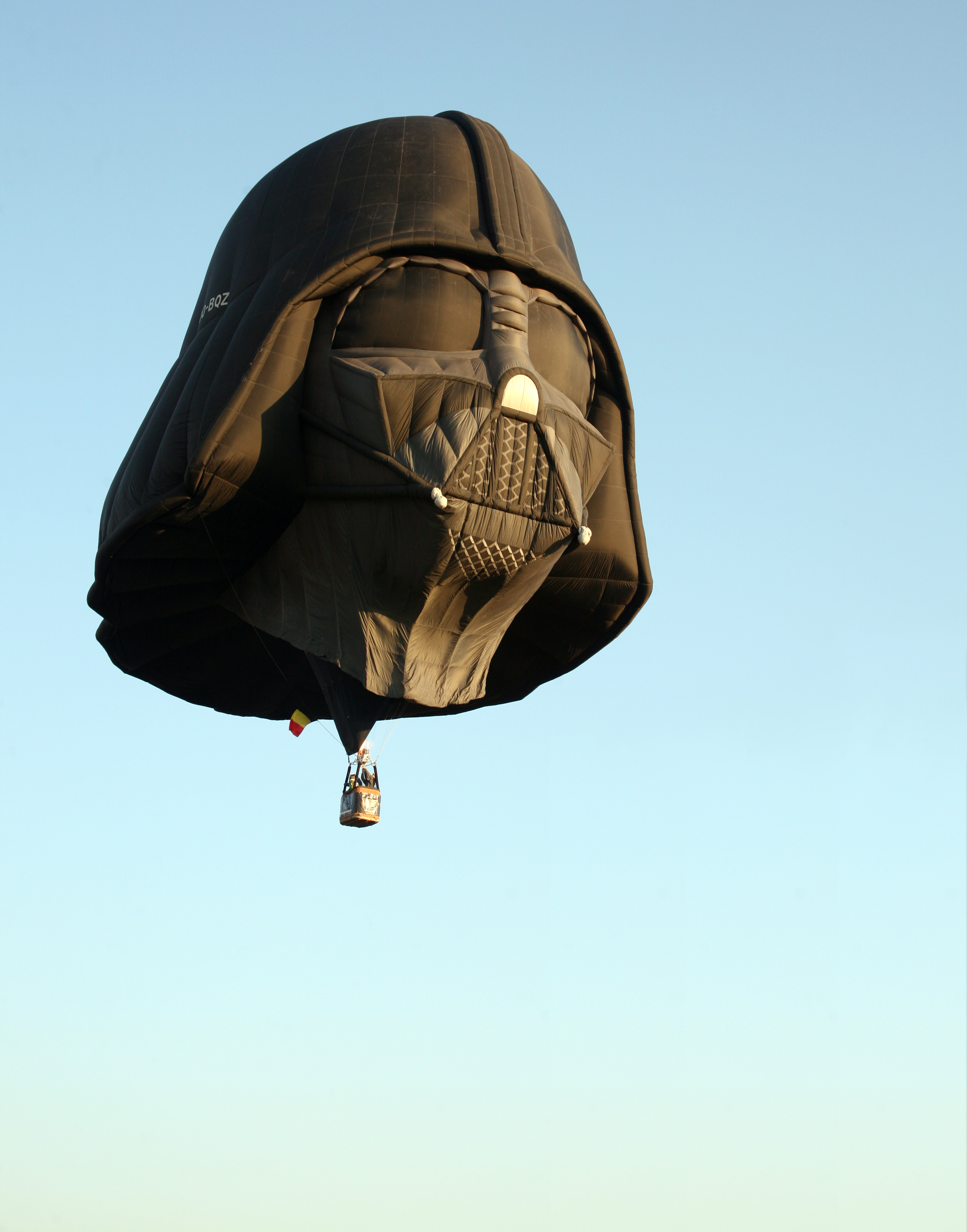
Balon w kształcie głowy Dartha Vadera
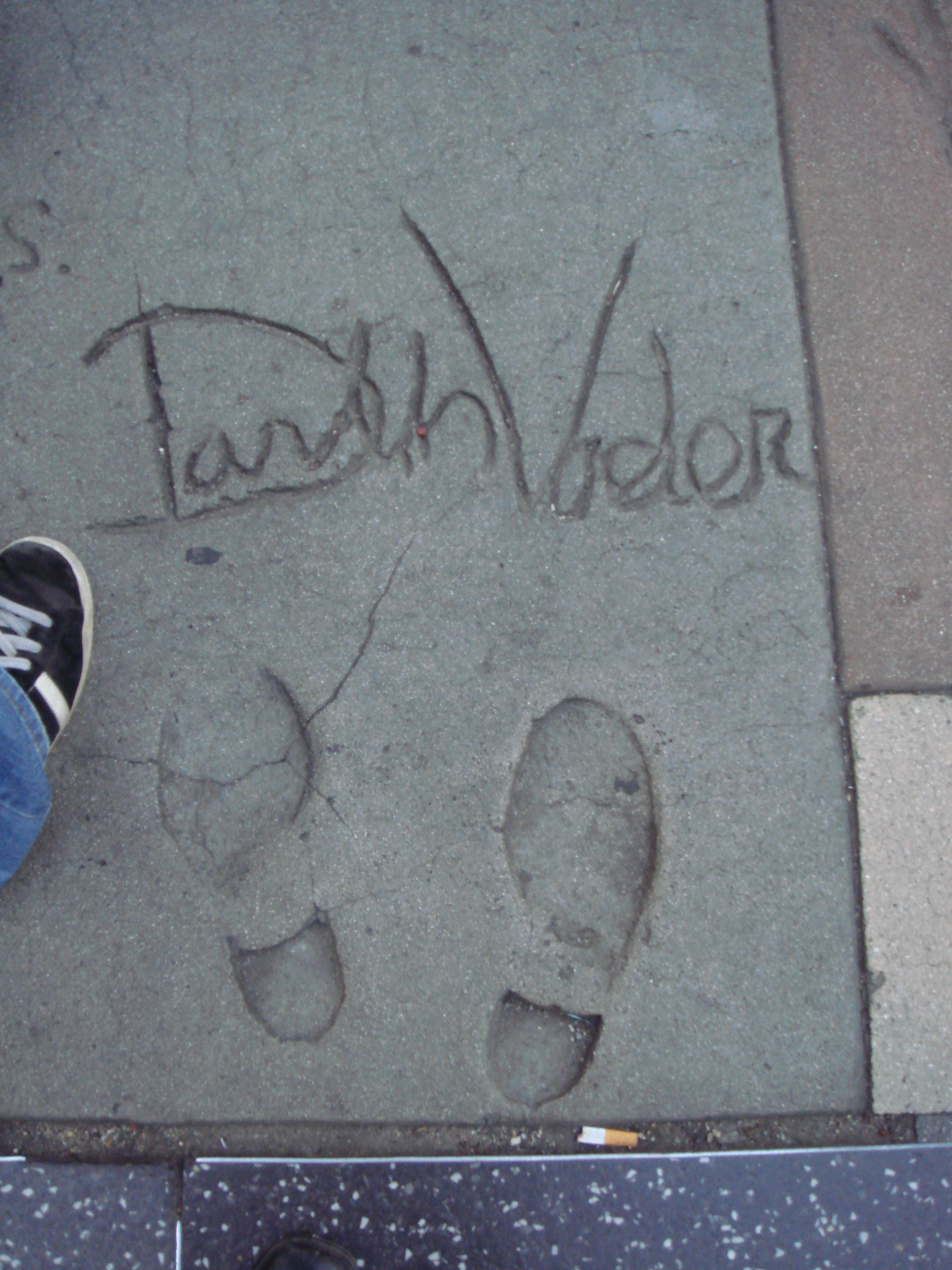
Odciski w betonie, Grauman’s Chinese Theatre, Hollywood

W kulturze masowej zaistniało wiele odniesień do postaci Lorda Vadera. Wymienić można dwie charakterystyczne dziedziny: polityka (w celu zdyskredytowania danego polityka przedstawia się go, porównuje lub określa jako Lorda Vadera lub w sposób budzący skojarzenia z nim) oraz parodie (postać podobną lub samą postać Lorda Vadera przedstawia się w sposób groteskowy lub śmieszny). Jedną z pierwszych takich parodii była postać Ciemnego Hełmofona (Dark Helmet) występująca w Kosmicznych jajach.
Imieniem Mrocznego Lorda zainspirowany został polski zespół muzyczny Vader wykonujący thrash metal i death metal.

## Analiza psychologiczna
Pewne cechy charakterologiczne oraz natura podejmowanych przez Anakina Skywalkera decyzji skłoniły zainteresowanych widzów trylogii prequeli (I, II i III część sagi) do psychologicznej analizy tego bohatera. Na podstawie bacznych obserwacji powstała hipoteza zakładająca, że cierpi on na zaburzenie osobowości chwiejnej emocjonalnie typu borderline. Wyjaśniają one, opierając się na psychologicznych badaniach, niejedno z kontrowersyjnych poczynań przyszłego Lorda Sithów, który według niektórych badaczy prezentuje zarówno psychodynamiczne, jak i kryteriologiczne cechy sugerujące posiadanie osobowości borderline.
Dla rozwoju zaburzenia osobowości z pogranicza szczególnie istotny jest przede wszystkim przebieg okresu dzieciństwa (traumy, relacje z rodzicami), a także pewne specyficzne cechy wrodzone (czynniki genetyczne), do których istnieje wgląd z uwagi na konstrukcję I, II i III części sagi, będącej w dużej mierze biografią Anakina Skywalkera. Fundamentalne znaczenie dla jednego z badaczy – Lucasa de Francisco Carvalho – ma fakt całkowitej absencji ojca i wczesna separacja chłopca od matki. Bohater dorastając jako niewolnik, był całkowicie podwładny swojemu autorytetowi – Watto. Jego pierwszy obraz figury męskiej był więc negatywny, łączący władzę z bezwzględnym dyktatorstwem oraz uczący przyzwolenia na popełnianie nielegalnych czynów. Drugi stanowił mistrz jedi Qui-Gon Jinn, który z kolei przejawiał skłonności do nieposłuszeństwa (decyduje się na szkolenie Anakina mimo odmiennej decyzji Rady Jedi). Z drugiej strony kobieca postać obecna w życiu chłopca – jego matka, Shmi Skywalker, rysuje się dużo bardziej pozytywnie, bo jako troskliwa, niosąca opiekę i bezpieczeństwo. Przy okazji wzmacnia ona u niego ideę, że jest on wyjątkowy. Również druga bliska kobieta na jego drodze, Padmé Amidala, okazuje szczególne uczucia wobec chłopca, wzmacniając żeńską figurę jako opiekuńczą i pozytywną w jego życiu. Uważa się, że takie doświadczenia skutkowały powstaniem u Skywalkera bardzo skrajnych wyobrażeń kobiety i mężczyzny, co dla rozwoju osobowości z pogranicza ma dosyć istotne znaczenie.
Według Carvalho Anakin wykazywał również genetyczne predyspozycje do wykształcenia BPD. Od najmłodszych lat przejawiał tendencję do bycia aktywnym i autonomicznym względem otaczającego go świata. Wolał zmieniać środowisko, niż się do niego dostosowywać. Sublimowanie na zewnątrz swojej wrodzonej, ale tłumionej agresji pomagało mu radzić sobie z faktem niewolnictwa (budowa droida C-3PO czy latanie ścigaczem). Z kolei swojej kreatywności i inteligencji dowiódł nie tylko budując skomplikowane maszyny, ale także w dialogach z dorosłymi, a skłonność do nieokazywania szacunku autorytetom znalazła swój wydźwięk np. w podstępnym skłonieniu Watto do wzięcia udziału w wyścigu podów czy w pilotowaniu myśliwca z Naboo wbrew zakazom Qui-Gona. Według psychologicznych opinii te niepoprawnie utrwalone wzorce postępowania nabyte w okresie dorastania będą przyczyną wielu kontrowersyjnych działań i decyzji podejmowanych przez Skywalkera. Jako szczególnie obrazowy przykład Carvalho podaje jego relację z Padmé Amidalą. Ewidentna u Anakina tendencja do poddawania się skrajnym emocjom miłości i gniewu powoduje, że atakuje żonę, omal jej nie zabijając. Paradoksalnie jest to wywołane ogromną miłością i lękiem przed stratą. Podobne mechanizmy radykalnych uczuć i zachowań zaobserwować można, gdy Skywalker staje przed wizją śmierci swojej matki.
Kilka typowych zachowań dla osób z BPD, takich jak samookaleczanie i próby samobójcze nie zostały jednak zaprezentowane we wzorcu behawioralnym Anakina Skywalkera.

## Informacje dodatkowe
- Pluskwiak Polemistus vaderi został nazwany właśnie na cześć Dartha Vadera[10].